# Paul Sterzing

Paul Sterzing

Paul Otto Sterzing (* 12. September 1901 in Siebleben; † unbekannt) war ein deutscher Politiker (NSDAP).

## Leben und Wirken
Nach dem Besuch der Volksschule absolvierte Sterzing eine kaufmännische Lehre. Ergänzend dazu wurde er an einer Handelsschule ausgebildet. Später war er mehrere Jahre lang in kaufmännischen und industriellen Betrieben tätig. Das Reichstagshandbuch von 1933 bezeichnet ihn als Angestellten mit Wohnsitz in Pirna.
Am 7. April 1922 trat Sterzing in die NSDAP ein. In den Jahren 1922 und 1923 gehörte er zudem der Schwarzen Reichswehr in Küstrin an. Am 8. Juli 1926 trat er erneut der NSDAP bei (Mitgliedsnummer 40.149). Später übernahm er in der Partei Aufgaben als Propagandawart, Ortsgruppenleiter, Reichsredner und Kreisleiter des Kreises Pirna. Er schloss sich auch frühzeitig der SS an (SS-Nummer 909).
Von 1932 bis zur Auflösung dieser Körperschaft im Herbst 1933 gehörte Sterzing dem Sächsischen Landtag an. Anschließend saß er von November 1933 bis zum Frühjahr 1936 im nationalsozialistischen Reichstag als Abgeordneter für den Wahlkreis 28 (Dresden-Bautzen). Im Zusammenhang mit dem sogenannten „Röhm-Putsch“ wurde er als NSDAP-Kreisleiter von Pirna abgesetzt. Bei der Einsetzung seines Nachfolgers Gerischer wurde betont, dass er sich „als nationalsozialistischer Kämpfer sich nichts Ehrenrühriges habe zuschulden kommen lassen“.

## Ehe und Familie
Sterzing war seit 1932 mit Anne-Liese Dobberke (* 28. September 1897; † 5. September 1990 in Paris) verheiratet.